# George Herriman
George Joseph Herriman (né le 22 août 1880 à La Nouvelle-Orléans et mort le 25 avril 1944 à Los Angeles) est un auteur de bande dessinée américain, créateur de Krazy Kat.

## Biographie

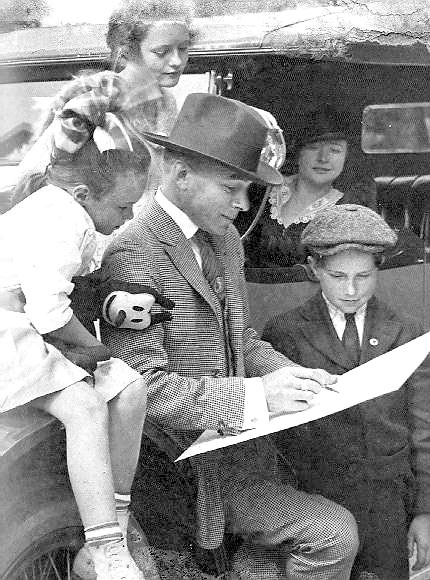
Herriman entouré d'admirateurs et d'admiratrices.

George Herriman est issu d'une famille « mulâtre » de La Nouvelle-Orléans. Son père George Herriman Jr. a des origines américaines et africaines-européennes (françaises) par son père et cubaines par sa grand-mère paternelle. Sa mère Clara Morel est également une créole de sang mêlé, d'ascendance française. Plus tard, ses collègues le croient d'origine grecque, ce qu'il ne nie pas. Selon ses amis proches, il portait en permanence un chapeau afin de dissimuler ses cheveux frisés. Son certificat de décès le définit comme « caucasien » né de parents français, sa fille cherchant à perpétuer la fiction.
À dix ans, Herriman suit ses parents à Los Angeles, comme le faisaient alors les créoles aisés fuyant les lois Jim Crow de Louisiane. À dix-sept ans, il débute au Los Angeles Herald comme illustrateur et graveur. Les années suivantes, il accumule les travaux alimentaires : illustrations, gags, et quelques premiers comic strips (Major Ozone, Musical Mose, Acrobatic Archie, Professer Otto and his Auto, Two Jolly Jackies, etc.) dont la qualité ne dépasse pas celles des autres productions moyennes de l'époque. Arrivé à New York il travaille au World de Pulitzer, puis après quelques mois au Daily News, il est recruté par Rudolph Block en tant que dessinateur sportif au New York Journal.
Gooseberry Sprig, en 1909, annonce la créativité et le sens de l'humour teinté de poésie qui rendront célèbre Herriman. L'année suivante, il commence The Dingbat Family, où se balade un chat qui ne se prénomme pas encore Krazy. Le 26 juillet 1910, une souris apparaît en bas de case et lance un projectile au chat, inaugurant la future routine de  Krazy et Ignatz. Le 28 octobre 1913, après avoir remplacé à quelques occasions, sous ce nom, les Dingbat en vacance, les duettistes gagnent leur propre strip, titré, au grand dam de la souris, du seul nom de Krazy Kat. Herriman poursuit The Dingbat Family jusqu'en 1916 et dessine de 1916 à 1919 Baron Bean. Dans les années 1930, il illustre les recueils des Archy and Mehitabel de Don Marquis. Ce n'est qu'en 1932 qu'il se consacre exclusivement à sa série-phare.
Krazy Kat le rend célèbre. Dès les années 1920, le strip est très populaire : on en tire des produits dérivés (dont un ballet jazz en 1922), la critique l'acclame. Avec le temps, cette popularité s'émousse, l'époque devenant moins sensible à ces histoires non-sensiques. Cependant, Krazy Kat garde des admirateurs inconditionnels parmi les esthètes, comme le critique Gilbert Seldes, le poète E. E. Cummings ou William Randolph Hearst, son éditeur, qui soutient Herriman jusqu'à sa mort. Après celle-ci, contrairement à la tradition, la série n'est reprise par aucun auteur, Hearst estimant que personne ne pouvait remplacer son créateur.

## Postérité
L'œuvre de Herriman a une grande influence sur les auteurs de bande dessinée depuis l'époque de sa création. En 2000, Herriman a été ajouté à titre posthume au temple de la renommée Will Eisner.

## Œuvre

### Liste des comic strips
| Titre                                       | Début de la publication | Fin de la publication | Durée de publication       |
| ------------------------------------------- | ----------------------- | --------------------- | -------------------------- |
| Musical Mose (5 strips)                     | 20 octobre 1901         | 9 mars 1902           | 4 mois et 17 jours         |
| Professor Otto and his Auto                 | 30 mars 1902            | 28 décembre 1902      | 8 mois et 29 jours         |
| Acrobatic Archie                            | 13 avril 1902           | 25 janvier 1903       | 9 mois et 13 jours         |
| Two Jollie Jackies                          | 11 janvier 1903         | 15 novembre 1903      | 10 mois et 5 jours         |
| Lariat Pete (reprise)                       | 6 septembre 1903        | 15 novembre 1903      | 2 mois et 10 jours         |
| Major Ozone's Fresh Air Crusade             | 2 janvier 1904          | 20 octobre 1906       | 2 ans, 9 mois et 19 jours  |
| Home Sweet Home                             | 22 février 1904         | 4 mars 1904           | 12 jours                   |
| Bud Smith                                   | 29 octobre 1905         | 20 octobre 1906       | 11 mois et 22 jours        |
| Mr. Proones the Plunger                     | 7 décembre 1906         | 26 décembre 1906      | 20 jours                   |
| Rosy Posy, Mama's Girl                      | 19 mai 1906             | 15 septembre 1906     | 3 mois et 28 jours         |
| Grandma's Girl                              | 26 novembre 1905        | 19 mai 1906           | 5 mois et 24 jours         |
| Baron Mooch                                 | 12 octobre 1909         | 19 décembre 1909      | 2 mois et 8 jours          |
| Mary's Home from College                    | 20 décembre 1909        | 20 décembre 1909      | 1 jour                     |
| Gooseberry Sprig                            | 23 décembre 1909        | 24 janvier 1910       | 1 mois et 2 jours          |
| Alexander the Cat                           | 7 novembre 1909         | 9 janvier 1910        | 2 mois et 3 jours          |
| Daniel and Pansy                            | 21 novembre 1909        | 4 décembre 1909       | 14 jours                   |
| The Dingbat Family/The Family Upstairs      | 20 juin 1910            | 4 janvier 1916        | 5 ans, 6 mois et 16 jours  |
| Krazy Kat                                   | 28 octobre 1913         | 25 juin 1944          | 30 ans, 7 mois et 29 jours |
| Baron Bean                                  | 5 janvier 1916          | 22 janvier 1919       | 3 ans et 18 jours          |
| Now Listen Mabel                            | 23 janvier 1919         | 18 décembre 1919      | 10 mois et 26 jours        |
| Stumble Inn                                 | 30 octobre 1922         | 30 octobre 1925       | 3 ans et 1 jour            |
| Us Husbands                                 | 9 janvier 1926          | 18 décembre 1926      | 11 mois et 10 jours        |
| Mistakes Will Happen                        | 9 janvier 1926          | 18 décembre 1926      | 11 mois et 10 jours        |
| Embarrassing Moments/Bernie Burns (reprise) | 28 avril 1928           | 3 décembre 1932       | 4 ans, 7 mois et 6 jours   |

### Traduction française
Krazy Kat est la seule œuvre de Herriman publiée en français. Les premiers strips, hormis quelques pages publiées en 1967 dans Les Chefs-d'œuvre de la bande dessinée aux éditions Planète, sont parus à partir de 1970 dans Charlie Mensuel. Futuropolis publie à trois reprises en 1981, 1985 et 1990 un album recueillant diverses planches de la série, mais le succès n'est pas au rendez-vous. En 2009, la maison d'édition de Manu Larcenet Les Rêveurs acquiert les droits français de l'édition intégrale des planches du dimanche réalisées par Fantagraphics, et en confie la traduction à Marc Voline. Quatre volumes, couvrant les années 1925 à 1944, sont publiés de 2012 à 2015, dans une présentation différente de l'édition américaine, et dotée de paratextes inédits. La qualité de cette édition a valu à son premier volume le Prix du patrimoine au festival d'Angoulême 2013.